# Batalla de Picotin
La Batalla de Picotín se libró el 22 de febrero de 1316 entre las fuerzas catalanas del infante Fernando de Mallorca, reclamante del Principado de Acaya, y las fuerzas leales a la princesa Matilde de Henao, compuestas por levas nativas de los barones leales a la princesa, así como por caballeros del Burgués. La batalla se saldó con una aplastante victoria de Fernando, pero más tarde fue enfrentado y muerto por las tropas del marido de Matilde, Luis de Borgoña, en la Batalla de Manolada.

## Antecedentes
En 1278, al morir el príncipe Guillermo II de Villehardouin sin descendencia masculina, por el Tratado de Viterbo, el título principesco del Acaya en el sur de Grecia pasó a Carlos de Anjou, rey de Sicilia. En 1289, los angevinos habían pasado el control del principado a la hija mayor de Guillermo, Isabel de Villehardouin, y a sus descendientes, pero conservaron su suzeranía sobre Acaya. Tras la muerte de Isabel en 1312, su hermana menor Margarita de Villehardouin reclamó el principado, o al menos parte de él, como herencia, pero sus pretensiones fueron rechazadas por los angevinos, que apoyaron la sucesión de la hija de Isabel, Matilde de Henao.
Para conseguir apoyos a sus pretensiones, Margarita visitó Sicilia en febrero de 1314 para casar a su única hija, Isabel de Sabran con el Infante Fernando de Mallorca, quien, como príncipe sin tierras, estaba ansioso por reclamar el título principesco de Acaya. La boda se celebró en Mesina en febrero de 1314 con gran pompa. Margarita les traspasó sus títulos y reclamaciones, y regresó a Acaya. Allí se enfrentó a la hostilidad de los barones aqueos a su acto, y fue encarcelada por el angevino bailío Nicolás el Moro en el castillo de Clemutsi, donde murió en marzo de 1315. Poco después, Fernando invadió Acaya en un intento de reclamar el Principado a Matilde y su marido, Luis de Borgoña, que seguían ausentes de Grecia. Desembarcando a finales de junio, en agosto Fernando había tomado la ciudad de Glarentza y el corazón del principado, las ricas llanuras de Elis.

## Batalla y consecuencias
Los acontecimientos posteriores se describen en la versión aragonesa de la Crónica de Morea. A finales de 1315, la princesa Matilde llegó a Acaya, desembarcando en Pilos con 1000 soldados de Burgoña, como vanguardia de su marido. Nicolás el Moro y varios de los barones aqueos, que habían reconocido el gobierno de Fernando, se acercaron ahora para solicitar su perdón. Fernando reaccionó capturando el castillo de Chalandritsa, cuya barón había desertado a favor de Matilde, y lo guarneció con 1500 hombres. Luego procedió a sitiar Patras, que fue defendida con éxito por su arzobispo, Renier.
A principios de 1316 la princesa nombró un comandante, que dirigió a los borgoñones y a las levas feudales de los barones aqueos leales a su norte. El ejército leal acampó en una aldea llamada Picotin, cerca de Paleópolis (antigua Elis), y el 22 de febrero Fernando partió de Andravida para enfrentarse a ellos con 500 soldados de caballería y 500 de infantería Almogavar. Según la Crónica, para acelerar su avance, Fernando ordenó a sus jinetes que llevaran a cada uno de los infantes en sus caballos, dando él mismo el ejemplo. Al ver que los catalanes se acercaban, el capitán de la princesa dispuso a los 700 borgoñones en primera línea y cargó contra el ejército catalán que avanzaba, dejando a las tropas aqueas en segunda línea. Los borgoñones desarticularon a 300 catalanes en el primer choque, pero los jinetes desmontados, junto con los almogávares, utilizaron sus lanzas para matar a los caballos de los caballeros borgoñones con un efecto terrible: en menos de dos horas, según la Crónica, los catalanes mataron a 500 borgoñones y 700 tropas nativas, incluyendo a Gilbert Sanudo, hermano del duque de Naxos, y muchos otros nobles. Se dice que los catalanes contaron con 700 caballos muertos en el campo de batalla. Los restos del ejército de la princesa se retiraron apresuradamente, perseguidos por los catalanes durante un tiempo, antes de volver a saquear el campamento aqueo abandonado.
Más o menos al mismo tiempo que la batalla de Picotin, fracasó un intento de Renier de Patras y sus hombres de capturar Chalandritsa, mientras Fernando estaba pre-ocupado con el ejército principesco. Los barones aqueos derrotados se retiraron una vez más al sur, a Mesenia. Allí pronto se les unió Luis y su fuerza principal, que había desembarcado en Grecia más o menos en el momento de la batalla. Reforzado por las tropas del bizantino de Mistrá, Luis disfrutó de una gran superioridad numérica, y en la Batalla de Manolada del 5 de julio de 1316, Fernando fue derrotado y muerto. Los catalanes abandonaron las fortalezas que controlaban y dejaron Acaya unos meses después.